# Église Saint-Martin d'Artonne
L'église Saint-Martin d'Artonne est une ancienne collégiale romane située à Artonne, dans le département du Puy-de-Dôme, en France et classée au titre des monuments historiques en 1886.

## Historique
Dès l'époque gallo-romaine puis sous la monarchie mérovingienne, Artonne est un vicus situé sur la voie reliant Augustonemetum (Clermont) à Augustodunum (Autun). Des éléments antiques ont été remployés dans l'église. Des tombeaux avec des inscriptions funéraires datant du Ve et VIe siècles ont été découverts dans la nef au XVIIIe siècle. Quand saint Martin traverse le vicus d'Artonne, il va prier devant le tombeau d'une sainte, Vitaline. Des textes de Grégoire de Tours citent Arthonensem comme siège d'une paroisse-mère et la présence d'un baptistère paléo-chrétien appelé église Saint-Jean à une cinquantaine de mètres de l'église. La cure d'Artonne était le siège de l'archiprêtré de Limagne.
En 1048 est fondé par Guillaume de Thiers un chapitre de douze chanoines plus un doyen, et l'église paroissiale leur est attribuée.
La partie la plus ancienne, antérieure à la fondation du chapitre, comprend le transept et les deux premières travées de la nef et de ses bas-côtés. Le chœur et le chevet ont été reconstruits au XIIe siècle.
La décadence du chapitre a entraîné le roi Louis XV à supprimer le chapitre et à réunir ses biens à ceux de Notre-Dame-du-Mathuret à Riom.
Sous la Révolution, le clocher établi au-dessus de la coupole du transept fut démoli, le trésor envoyé à la capitale pour y être fondu, les archives brûlées et les statues détruites. L'église — devenue Temple de la Raison — fut aussi dépavée et transformée brièvement en carrière de salpêtre. Cependant les trois cloches échappèrent à ce sort et ne furent que descendues.
La salle capitulaire a été fortement remaniée à la fin du XIXe siècle.

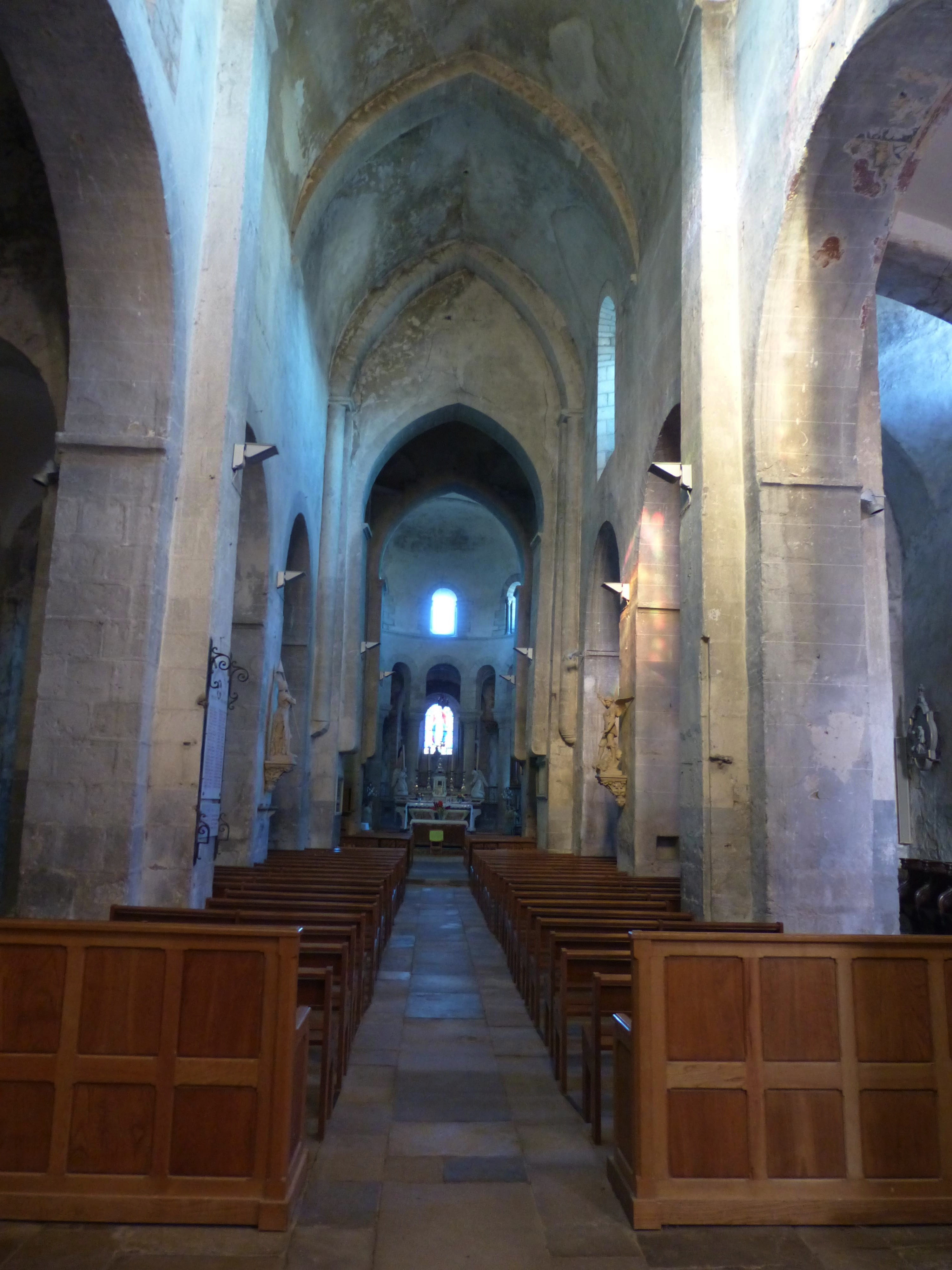
La nef.

## Description
L'église actuelle comporte une nef de quatre travées, avec des bas-côtés, un transept non saillant, un chœur entouré d'un déambulatoire avec trois chapelles rayonnantes rectangulaires. Elle mesure 47,80 m de longueur ; elle est plus grande que la basilique Notre-Dame-du-Port de Clermont-Ferrand. Le transept est prolongé au nord par la salle capitulaire et au sud par la chapelle Sainte-Vitaline, voûtée en plein cintre.
L'église est bâtie en calcaire de Chaptuzat, localité située à quelques kilomètres au nord.
Cette église a subi de nombreux remaniements.
La grande nef ne devait pas être voûtée à l'origine : elle a reçu tardivement un berceau brisé sur doubleau. Les collatéraux sont voûtés avec des demi-berceaux.

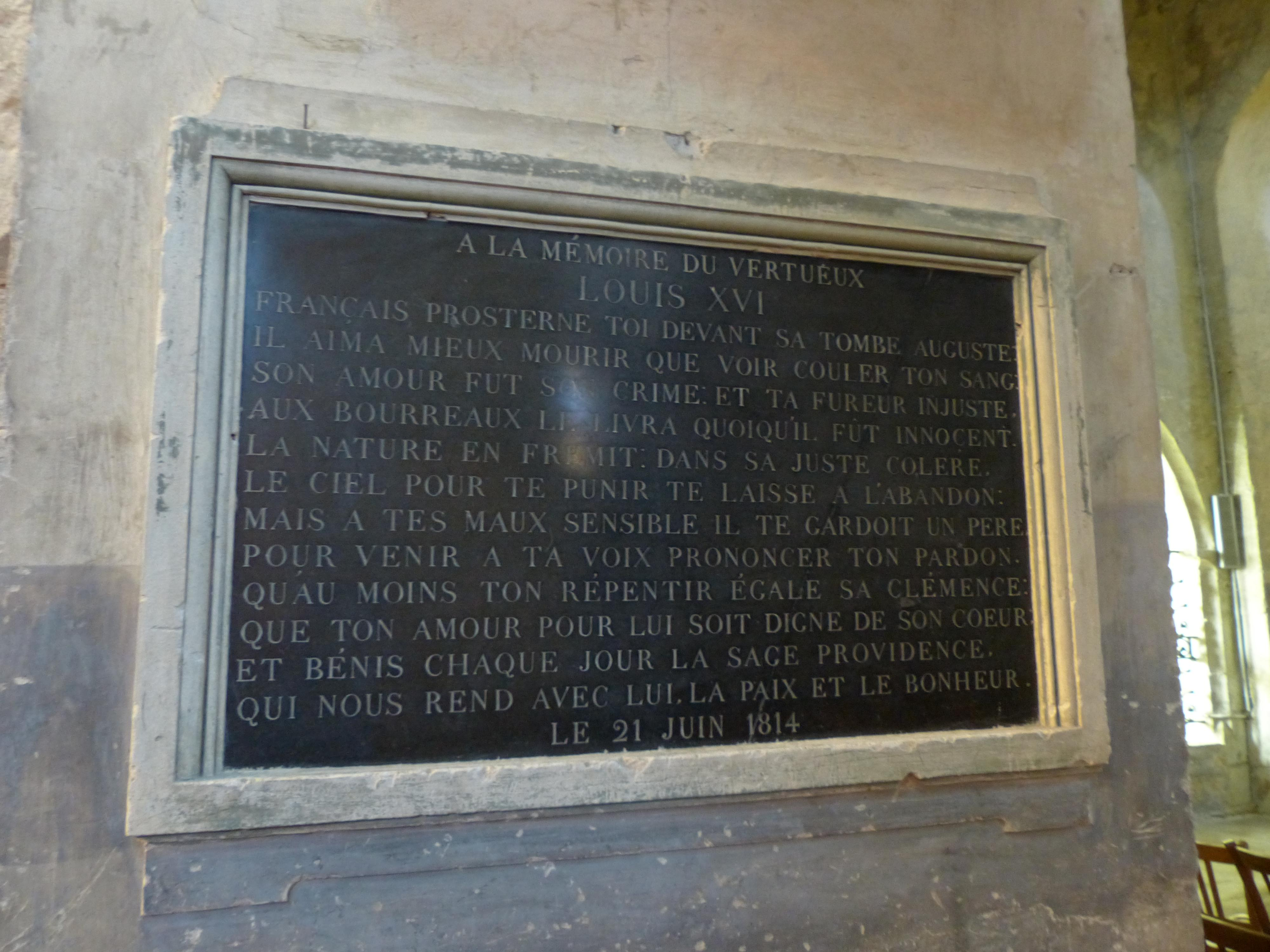
Plaque en l'honneur de Louis XVI.

## Mobilier
Plusieurs objets ont été classés :
- Le maître-autel en marbre polychrome datant de 1792 a été classé en 1995[6].
- Un tableau, huile sur toile, du XIXe siècle représentant le retour du fils prodigue[7].
- Plaque en marbre noir en l'honneur de Louis XVI, rédigée peu après le retour de Louis XVIII à Paris (2 mai 1814), restée en place malgré le retour de Napoléon 1er (1er mars 1815)[8]. Cette plaque est apposée sur un pilier du côté gauche de la nef.
- Clôture liturgique en fer forgé du XVIIIe siècle[9].

## Cloches
L'église possède trois cloches.
La plus ancienne date de 1481 et est dédiée à saint Martin. C'est la cloche du tocsin, sonnée pour les grandes occasions. Y est gravée la dédicace suivante :
| Inscription latine | Traduction |
| --- | --- |
| Jesus hominum Salvator. Sancta Maria (un serpent) Christus vincit. Christus regnat. Christus Imperat. Jesus Christus ab (un héron ou un pélican) omni malo nos defendat. (un Christ aux bras croisés surmonté d'une petite croix et entouré des instruments de la crucifixion : tenailles et marteau) Ora pro nobis. Sancte Martine L'an mil CCCCLXXXI. | Christ sauveur des hommes Sainte Marie Christ est vainqueur Christ règne Christ commande Que Jésus Christ de tout mal nous défende Saint Martin priez pour nous L'an 1481 |

Le serpent rappelle bien sûr le péché originel ; le pélican est lui un symbole religieux courant rappelant le sacrifice du Christ).
La seconde cloche fut fondée en 1756 et est dédiée à saint Jean-Baptiste. Elle est sonnée pendant les orages. Y est inscrit :
| Inscription latine | Latin corrigé | Traduction |
| --- | --- | --- |
| Sancte Dionnes Battista. Ora pro nobis Et sit nomen Domini benedictum. Sumptibus capituli die cavo ut a fulgure grandine Et Tennestate libere mur Decima maii 1756 - Dioannes Vissaguet-Baillus 1756 | Sancte Iannes Battista. Ora pro nobis Et sit nomen Domini benedictum. Sumptibus capituli ut die cavo (?) a fulgure grandine Et Tempestate liberemur Die decima maii 1756 - Ioannes Vissaguet-Baillus 1756 | Saint Jean Baptiste priez pour nous. Et que le saint nom du Seigneur soit béni. Aux frais du chapitre, afin qu'aux jours orageux (lit. profonds) nous soyons libérés de la foudre, de la grêle et de la tempête. Le dixième jour de mai 1756 - Jean Vissaguet Baille 1756 |

On notera les nombreuses fautes de latin 
La dernière cloche sonnait les messes. En 1883, elle est remplacée par une nouvelle cloche, dédiée à sainte Vitaline. C'est la cloche qui sonne l'Angélus aujourd'hui.
| Inscription latine | Traduction |
| --- | --- |
| Maria-Antonia Nominor Patrinus : Antonius Johannes Baptista PICOT LACOMBE Matrina : Maria ROUHER-GILBERT nurus Claudiae ROUHER natae MAIGNOL Sanctae Vitalinae artonenses devoti - Gilbertus Augustus ROSIER huic Urbi prepositus Stephanus GRENET-PARROCHUS par Emile VAUTHIER à Saint-Emilion - Gironde 1883 | Je m'appelle Marie-Antoinette Mon parrain : Antoine Jean-Baptiste PICOT LACOMBE Ma marraine : Marie ROUHER-GILBERT, belle-fille de Claudine ROUHER née MAIGNOL Les dévôts artonnois de Sainte-Vitaline - Gilbert Auguste ROSIER an charge de cette cité (maire) Etienne GRENET (curé) par Emile VAUTHIER à Saint-Emilion - Gironde 1883 |

### Liens Externes
- L'église Saint Martin d'Artonne - L'association Initiatives et Idées Limagne Nord
- Église d'Artonne - Paroisse Saint-Benilde en Limagne
- Saint-Martin - Base des collégiales séculières de France (816-1563)
- Artonne : église Saint-Martin - Les Amis de la Cathédrale catholique Notre-Dame de Clermont